# Берарди, Доменико
Доме́нико Бера́рди (итал. Domenico Berardi; род. 1 августа 1994, Кариати, Калабрия) — итальянский футбольный нападающий клуба «Сассуоло» и сборной Италии.

## Клубная карьера

### 2012 — 2015
Доменико Берарди поступил в юношескую академию клуба «Козенца» в возрасте 13 лет, где играл до перехода в «Сассуоло», когда ему было 16. Дебют Берарди в главной команде клуба состоялся 27 августа 2012 года в выездом матче с «Чезеной», а свой первый гол в своей профессиональной карьере он забил 5 дней спустя в ворота «Кротоне». В ноябре 2012 года им интересовался целый ряд английский клубов. В июне 2013 года Берарди был охарактеризован как несомненная «звезда фланга «Сассуоло».
2 сентября 2013 года «Ювентус» подтвердил через свой официальный веб-сайт, что приобрёл у «Сассуоло» половину прав на вингера Доменико Берарди и продал «нероверди» 50 % на Луку Марроне, с условием, что оба должны провести сезон 2013/14 в составе «Сассуоло». Берарди остался в «Сассуоло» в сезонной аренде. Первый его матч в Серии А состоялся 25 сентября с «Наполи» на Сан-Паоло. 6 октября нападающий отметился первым голом в первой лиге Италии. Он реализовал пенальти в игре с «Пармой», однако его команд потерпела поражение со счетом 3:1. 20 октября Берарди снова отметился забитым пенальти в матче с «Болоньей», что помогло его команде одержать первую победу в сезоне. В начале ноября форвард отличился тремя забитыми мячами в ворота «Сампдории», два из которых были с одиннадцатиметровой отметки.
12 января 2014 года Берарди забил четыре мяча в ворота «Милана» (в возрасте 19 лет и 94 дня) и стал вторым самым молодым игроком Серии А, после Сильвио Пиола в 1931 году, оформившим «покер» в чемпионате, и первым игроком, забившим четыре гола в матче лиги с «Миланом». 6 мая форвард оформил хет-трик в первом тайме в игре с «Фиорентиной». Берарди закончил сезон с 16 голами в 29 играх лиги, а «Сассуоло» избежал вылета.
В июле 2014 года агент Берарди подтвердил, что форвард останется в «Сассуоло» еще на один сезон. 14 сентября Берарди был дисквалифицирован на три матча в игре с «Интером», а его команда потерпела поражение со счетом 7:0. 17 мая 2015 года нападающий забил все три мяча в победной игре с «Миланом». В возрасте 20 лет Доменико Берарди стал самым молодым игроком с 1958 года, забившим 30 голов в Серии А.

### 2015 — 2017
25 июня 2015 года «Сассуоло» выкупил вторую половину прав на футболиста у «Ювентуса» за 10 миллионов евро. Новый сезон Берарди начал игрой с «Наполи», где ассестировал Флоро Флоресу, однако позже получил травму и выбыл на полтора месяца. Свой первый гол в сезоне Берарди забил 18 октября, реализовав пенальти в ворота «Лацио». «Сассуоло» завершил сезон 2015/16 на шестой строчке турнирной таблица и обеспечил себе участие в квалификационных раундах Лиги Европы УЕФА.
28 июля 2016 года Берарди дебютировал в матче Лиги Европы со швейцарским клубом «Люцерн», где забил мяч с одиннадцатиметровой отметки, а игра завершилась со счетом 1:1. В ответной игре, 4 августа, форвард отметился дублем и помог клубу пройти в следующий раунд турнира. В двух марта с сербским клубом «Црвена звезда» Берарди забил по одному голу в каждой игре. Таким образом «Сассуоло» получил путевку в групповой этап Лиги Европы УЕФА. 28 августа, во время игры с «Пескарой», был заменен на 84 минуте из-за растяжения связок колена и был вынужден пропустить несколько месяцев, вернувшись к тренировкам лишь 30 декабря.

### 2017 — 2022
7 октября 2018 года Берарди провел свой двухсотый матч в составе «Сассуоло». 1 сентября 2019, во втором туре чемпионата, форвард забил три мяча в игре с «Сампдорией», а в следующем туре отличился дублем в ворота «Ромы». Сезон 2019/20 нападающий завершил с 14 голам в 31 матче. В 2020 календарном году, отметившись 10 голами и 10 голевыми передачами в одной из топ-5 европейских лиг, Берарди стал единственным итальянским игроком, кто достиг двузначных чисел по обоим показателям. 17 апреля 2021 года, в игре с «Фиорентиной», форвард забил свои 100-й и 101-й мячи в составе «Сассуоло». 18 марта 2022 года Берарди забил 100-й гол в матчах лиге, отличившись дублем в ворота «Специи».

### 2022 — н.в.
17 августа 2022 Берарди подписал с «Сассуоло» новый контракт до 2027 года, а также сменил игровой номер на 10.
23 сентября 2023 года Доменико Берарди отпраздновал свой 300-й матч за команду голом в ворота «Ювентуса».

## Статистика

### Клубная
| Выступления | Выступления | Выступления | Чемпионат | Чемпионат | Кубок | Кубок | Еврокубки | Еврокубки | Всего | Всего |
| Клуб        | Лига        | Сезон       | Игры      | Голы      | Игры  | Голы  | Игры      | Голы      | Игры  | Голы  |
| ----------- | ----------- | ----------- | --------- | --------- | ----- | ----- | --------- | --------- | ----- | ----- |
| Сассуоло    | Серия B     | 2012–13     | 37        | 11        | 2     | 0     | —         | —         | 39    | 11    |
| Сассуоло    | Серия А     | 2013–14     | 29        | 16        | 1     | 0     | —         | —         | 30    | 16    |
| Сассуоло    | Серия А     | 2014–15     | 32        | 15        | 2     | 0     | —         | —         | 34    | 15    |
| Сассуоло    | Серия А     | 2015–16     | 29        | 7         | 2     | 0     | —         | —         | 31    | 7     |
| Сассуоло    | Серия А     | 2016–17     | 21        | 5         | 0     | 0     | 4         | 5         | 25    | 10    |
| Сассуоло    | Серия А     | 2017–18     | 31        | 4         | 2     | 1     | —         | —         | 33    | 5     |
| Сассуоло    | Серия А     | 2018–19     | 35        | 8         | 2     | 2     | —         | —         | 37    | 10    |
| Сассуоло    | Серия А     | 2019–20     | 31        | 14        | 1     | 0     | —         | —         | 32    | 14    |
| Сассуоло    | Серия А     | 2020–21     | 30        | 17        | 0     | 0     | —         | —         | 30    | 17    |
| Сассуоло    | Серия А     | 2021–22     | 33        | 15        | 1     | 0     | —         | —         | 34    | 15    |
| Сассуоло    | Серия А     | 2022–23     | 26        | 12        | 1     | 1     | —         | —         | 27    | 13    |
| Сассуоло    | Серия А     | 2023–24     | 12        | 7         | 1     | 0     | —         | —         | 13    | 7     |
| Всего       | Всего       | Всего       | 346       | 131       | 15    | 4     | 4         | 5         | 365   | 140   |

### Выступления за сборную
| Матчи Берарди за сборную Италии | Матчи Берарди за сборную Италии | Матчи Берарди за сборную Италии | Матчи Берарди за сборную Италии | Матчи Берарди за сборную Италии | Матчи Берарди за сборную Италии | Матчи Берарди за сборную Италии |
| ------------------------------- | ------------------------------- | ------------------------------- | ------------------------------- | ------------------------------- | ------------------------------- | ------------------------------- |
| №                               | Дата                            | Оппонент                        | Счёт                            | Голы                            | Соревнование                    |                                 |
| 1                               | 1 июня 2018                     | Франция                         | 1:3                             | —                               | Товарищеский матч               |                                 |
| 2                               | 10 сентября 2018                | Португалия                      | 0:1                             | —                               | Лига наций УЕФА 2018/2019       |                                 |
| 3                               | 10 октября 2018                 | Украина                         | 1:1                             | —                               | Товарищеский матч               |                                 |
| 4                               | 17 ноября 2018                  | Португалия                      | 0:0                             | —                               | Лига наций УЕФА 2018/2019       |                                 |
| 5                               | 20 ноября 2018                  | США                             | 1:0                             | —                               | Товарищеский матч               |                                 |
| 6                               | 7 октября 2020                  | Молдавия                        | 6:0                             | 1                               | Товарищеский матч               |                                 |
| 7                               | 11 октября 2020                 | Польша                          | 0:0                             | —                               | Лига наций УЕФА 2020/2021       |                                 |
| 8                               | 15 ноября 2020                  | Польша                          | 2:0                             | 1                               | Лига наций УЕФА 2020/2021       |                                 |
| 9                               | 18 ноября 2020                  | Босния и Герцеговина            | 2:0                             | 1                               | Лига наций УЕФА 2020/2021       |                                 |
| 10                              | 25 марта 2021                   | Северная Ирландия               | 2:0                             | 1                               | Отборочные матчи ЧМ-2022        |                                 |
| 11                              | 4 июня 2021                     | Чехия                           | 4:0                             | 1                               | Товарищеский матч               |                                 |
| 12                              | 11 июня 2021                    | Турция                          | 3:0                             | —                               | Финальные матчи ЧЕ-2020         |                                 |
| 13                              | 16 июня 2021                    | Швейцария                       | 3:0                             | —                               | Финальные матчи ЧЕ-2020         |                                 |
| 14                              | 26 июня 2021                    | Австрия                         | 2:1                             | —                               | Финальные матчи ЧЕ-2020         |                                 |
| 15                              | 2 июля 2021                     | Бельгия                         | 2:1                             | —                               | Финальные матчи ЧЕ-2020         |                                 |
| 16                              | 6 июля 2021                     | Испания                         | 1:1 (4:2 пен.)                  | —                               | Финальные матчи ЧЕ-2020         |                                 |
| 17                              | 11 июля 2021                    | Англия                          | 1:1 (3:2 пен.)                  | —                               | Финальные матчи ЧЕ-2020         |                                 |
| 18                              | 10 октября 2021                 | Бельгия                         | 2:1                             | 1                               | Лига наций УЕФА 2020/2021       |                                 |
| 19                              | 12 ноября 2021                  | Швейцария                       | 1:1                             | —                               | Отборочные матчи ЧМ-2022        |                                 |
| 20                              | 15 ноября 2021                  | Северная Ирландия               | 0:0                             | —                               | Отборочные матчи ЧМ-2022        |                                 |
| 21                              | 24 марта 2022                   | Северная Македония              | 0:1                             | —                               | Отборочные матчи ЧМ-2022        |                                 |

Итого: 21 игра / 6 голов; 13 побед, 5 ничьих, 3 поражения.

## Достижения

### Командные
«Сассуоло»
- Победитель Серии В (2): 2012/13, 2024/25

Сборная Италии
- Чемпион Европы: 2020[29]
- Бронзовый призёр Лиги наций УЕФА: 2020/21[30]

### Личные
- Футболист года в Серии B: 2013[31]
- Лучший молодой игрок в Италии до 21 года: 2013/14[32]
- Обладатель Трофея Браво: 2015[33]
- Лучший ассистент Чемпионата Италии 2014/15[34]

### Ордена
- Офицер ордена «За заслуги перед Итальянской Республикой»: 2021[35]